# Aquisição da NBC Universal pela Comcast
Em dezembro de 2009, a Comcast anunciou sua intenção de adquirir uma participação majoritária no conglomerado de mídia NBCUniversal da General Electric (GE). A aquisição planejada foi sujeita a escrutínio de ativistas e funcionários do governo; suas preocupações envolviam principalmente os efeitos potenciais da integração vertical que a aquisição poderia criar, uma vez que a Comcast também está fortemente envolvida na televisão a cabo e nos serviços de internet em muitos mercados de mídia. O acordo foi concluído, resultando na participação da Comcast em 51% da empresa até março de 2013, quando a GE alienou sua participação para dar propriedade exclusiva à Comcast. 

## História

### Proposta
Negociações entre a Comcast e a NBCUniversal para uma possível aquisição começaram em março de 2009; a News Corporation e a Time Warner também estavam interessadas em comprar a companhia. Em setembro de 2009, a Comcast havia negociado a compra de uma participação na empresa da GE, mas o acordo geral foi interrompido por negociações com a Vivendi pela venda de sua participação de 20% para a GE. Em 3 de dezembro de 2009, a Comcast anunciou sua intenção de adquirir uma participação majoritária de 51% na NBCUniversal; o negócio seria estruturado como venda da participação da Vivendi na empresa para a GE por US $ 5,8 bilhões, seguida pela Comcast pagando US $ 6,5 bilhões por uma participação da NBC Universal e contribuindo com as propriedades de mídia existentes para a empresa, avaliadas em 7,25 bilhões de dólares. Como resultado, a NBC Universal se tornaria uma joint venture entre a Comcast e a GE, com a Comcast detendo uma participação majoritária de 51%. O acordo, como um todo, valorizou a NBCUniversal em 30 bilhões de dólares. O acordo incluiu uma opção para a General Electric vender outras participações na empresa para a Comcast durante um período de sete anos, ou a Comcast para comprar participações em "horários específicos". Jeff Zucker permaneceria como CEO da NBCUniversal após a aquisição e permaneceria sediado em Nova York, mas se reportaria à Comcast.
O acordo estava sujeito à aprovação da Comissão Federal de Comunicações dos EUA (FCC); devido à magnitude do acordo, ele foi submetido a um intenso escrutínio pela Comissão, que realizou audiências sobre o acordo e seus efeitos sobre o acesso do público aos meios de comunicação.

### Oposição
A aquisição teve a oposição de vários ativistas da mídia, particularmente aqueles que eram contra a integração vertical. A Free Press argumentou que a Comcast usaria o acordo para reprimir a concorrência no vídeo online, restringindo onde o conteúdo pertencente à NBC pode ser oferecido e cobrando taxas mais altas aos provedores de televisão por acessar redes pertencentes à NBC; ter que repassar essas cobranças aos consumidores. Houve preocupações dos proprietários das afiliadas da NBC, que pediram à FCC que exigisse que a Comcast mantivesse a programação da NBC na televisão pelo ar e não a movesse exclusivamente para o cabo. Vários provedores concorrentes de serviços de Internet e televisão pediram à FCC que estabelecesse condições à Comcast se o acordo fosse aprovado, inclusive exigindo que a Comcast cumprisse os princípios de neutralidade da rede, ofereça acesso por atacado a seus serviços de banda larga e estabeleça limites sobre como A Comcast pode alavancar suas estações de propriedade da NBC em negociações de consentimento de retransmissão para inibir a concorrência. A AOL propôs que a FCC também aplicasse suas regras de acesso ao programa para o conteúdo de vídeo online da Comcast, exigindo que o provedor o oferecesse aos concorrentes a uma taxa justa. Até 22 de junho de 2010, mais de 32.000 comentários haviam sido enviados à FCC em relação ao acordo.

### Aprovação da aquisição
Em 18 de janeiro de 2011, a FCC e o Departamento de Justiça dos Estados Unidos aprovaram a aquisição.

## Escala de nova companhia
A fusão expandiu significativamente a escala da Comcast; A posição da Comcast como provedora de TV a cabo de integração vertical com a propriedade das redes de televisão e cabo da NBC Universal, enquanto as redes a cabo da Comcast (incluindo E! Golf Channel e Versus) foram integradas horizontalmente às propriedades de televisão da NBC. Mark Leccese, do The Boston Globe, observou que a empresa combinada consistia de 10 estúdios de produção de TV e cinema (incluindo a Universal Pictures), 20 canais de TV a cabo, 11 emissoras regionais de TV, 15 estações Telemundo, 9 redes a cabo regionais esportivas e um cabo regional de notícias. (New England Cable News), um monte de sites, duas equipes profissionais na Filadélfia e duas arenas, um fornecedor de serviços de alimentação, uma agência de ingressos e quatro parques temáticos. E algumas outras coisas.